# Gare de Sya
La gare de Sya  est une gare ferroviaire suédoise, fermée, située à Sya, sur le territoire de la commune de Mjölby, dans le comté d'Östergötland. 
Fermée au service ferroviaire depuis 1973, elle est en mains privées depuis 1986.

## Histoire

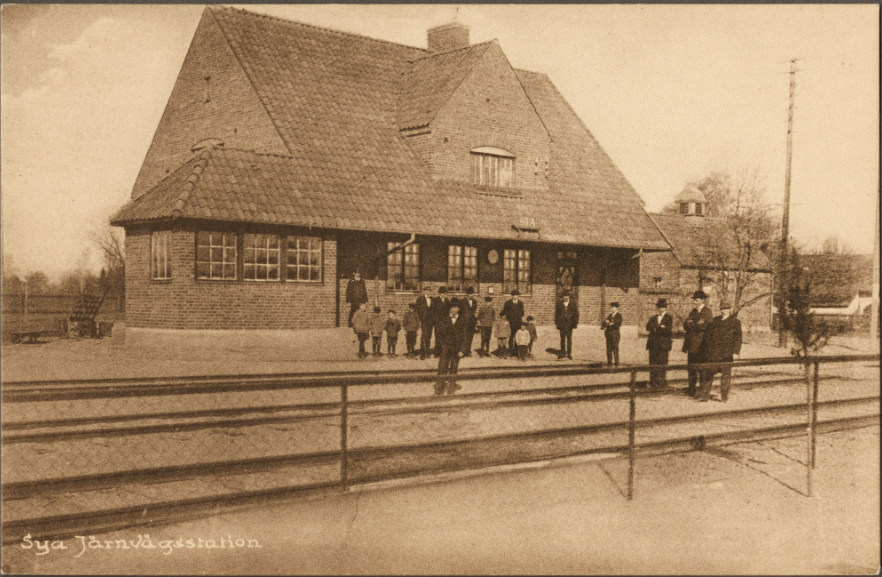
La gare en 1916.

Une gare est construite sur les lieux en 1880, quelques années après l’ouverture de la voie. Entièrement financée par des fonds privés, elle a été remise à l'État en pleine propriété .
Ce premier bâtiment passe au feu vers 1911; un deuxième est construit et ouvre en 1916. Le service ferroviaire à la gare prend fin en 1973. La gare est vendue vers 1986 .

## Patrimoine ferroviaire
Sauvegardé, l'ancien bâtiment, fermé au service ferroviaire, est réaffecté en restaurant végétarien depuis 2018,,.